# Jason Burnett
Jason Nicholas Burnett (* 16. Dezember 1986 in Etobicoke, Toronto, Ontario) ist ein kanadischer Trampolinturner, der an den Olympischen Sommerspielen 2008 und 2012 teilnahm.

## Leben & Karriere

### Karrierebeginn und erste Erfolge als Erwachsener
Burnett wurde im Jahre 1986 in Torontos westlichen Stadtteil Etobicoke geboren, wuchs aber im Dorf Nobleton, etwas nördlich seinem Geburtsort, auf. Im Alter von zehn Jahren entdeckte er das Trampolinturnen für sich und trainierte in dieser Sportart fortan auf Vereinsebene bei Airborne Trampolin, die rund um Toronto insgesamt vier verschiedene Filialen führen. Im Alter von 14 Jahren nahm der junge Kanadier an diversen nationalen und internationalen Wettbewerben teil und konnte dabei erste Erfolge verzeichnen. Ab dieser Zeit tourte er durch verschiedene Staaten und Kontinente und konnte fortan auch im Erwachsenenbereich erste Erfolge verzeichnen. Seine ersten nennenswerten Auftritte hatte er im Jahre 2003 beim Trampoline Canada Cup, wo er einen 26. Platz im Einzelspringen und einen zweiten Platz im Synchronspringen erreichte. Noch im selben Jahr nahm er im Trampolinturnen an den Canadian Gymnastics Championships in Saskatoon teil, bei denen er es im Einzelspringen bereits auf den vierten Platz brachte und dabei nur knapp einen Podiumsplatz verpasste. Des Weiteren nahm er 2003 an den 3rd Team Trials in Longueuil teil, wo er auf einen dritten Platz im Einzelspringen kam und noch im selben Jahr an den Weltmeisterschaften 2003 in Hannover teilnahm. Dort konnte er mit einem 34. Platz im Einzel- und einem 28. Platz im Synchronspringen nicht wirklich überzeugen und konnte somit auch nicht an den Erfolgen der kanadischen Damen (z. B. Karen Cockburn oder Heather Ross-McManus) bei diesem Wettbewerb anschließen.

### 2004 bis 2005
2004 nahm er erneut am Trampoline Canada Cup teil, der diesmal in Kanadas viertgrößter Stadt Calgary abgehalten wurde. Im Vergleich zum Vorjahr verbesserte sich Burnetts Leistung erheblich, mehr als ein zwölfter Platz kam dabei allerdings auch nicht heraus. Beim World Cup des Jahres 2004 in Upplands Väsby in Schweden erreichte er Kanadier einen 15. Rank im Einzel- und einen zehnten Rang im Synchronbewerb. Im selben Jahr erreichte er beim  World Cup/Dobrovolsky Cup in Moskau ähnliche Platzierungen (14. Platz im Einzel, 15. Platz im Synchron). Bei Canadian Gymnastics Championships in Toronto erreichte er schließlich wieder einen Podestplatz, wobei er im Synchronspringen einen dritten Platz und im Einzelwettkampf einen 15. Rang erreichte. Ein Jahr zuvor in Hannover noch auf den hinteren Plätzen reichte es beim World Cup in Savognin in der Schweiz bereits für zwei Top-Zwölf-Platzierungen (zehnter Platz im Einzel, elfter Platz im Synchron). Zudem nahm Jason Burnett im Jahre 2004 zum ersten Mal an den Pan American Championships in Tampa, Florida teil, wo er sich gleich als einer der stärksten Teilnehmer im breitgefächerten Teilnehmerfeld abzeichnen konnte. Am Ende gewann er schließlich die Silbermedaille im Einzelspringen und die Goldmedaille im Synchronspringen, womit er bester kanadischer Teilnehmer der Herren.
Auch 2005 konnte der junge Kanadier seinen Erfolgslauf fortsetzen und konnte bei den 1st Senior Team Trials in Calgary die Goldmedaille im Einzelspringen gewinnen. Ebenfalls 2005 erreichte er beim Trampoline Canada Cup jeweils einen vierten Platz im Einzel- und Synchronbewerb; zudem gewann er bei den Canadian Gymnastics Championships in Vancouver eine Bronzemedaille im Einzel und eine Silbermedaille im Synchron. Bei den restlichen Wettbewerben, an denen Burnett in diesem Jahr mitwirkte, ließ seine Leistung allerdings wieder stark nach. Beim Trampolin World Cup in Levallois-Perret konnte er lediglich einen sechsten Rang im Einzelspringen, sowie einen 16. Rang im Synchronspringen verzeichnen. Bei den vier Tage andauernden Weltmeisterschaften 2005 in Eindhoven konnte der 1,65 m große Kanadier ebenfalls keine nennenswerten Erfolge vermelden. Auf einen zehnten Platz im Teambewerb und einem 14. Platz im Synchronspringen folgte ein schwacher 74. Platz im Einzelspringen.

### 2006 bis 2007

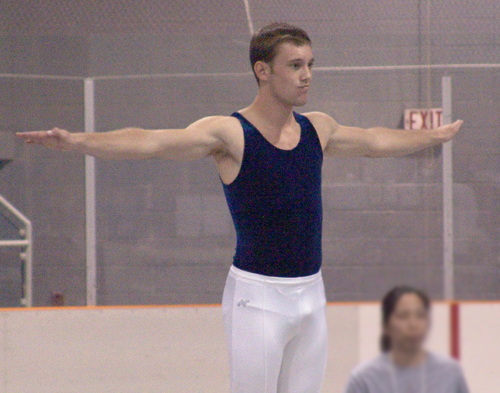
Jason Burnett beim Trampoline Canada Cup des Jahres 2007

Bei weitem größere Erfolge konnte der kanadische Trampolinturner allerdings im darauffolgenden Jahr 2006 verzeichnen; darunter auch zahlreiche Goldmedaillen. Beim Trampoline Canada Cup in Surrey konnte er in diesem Jahr seine erste Goldmedaille feiern, wobei er im Synchronspringen den ersten Platz erreichte und nur im Einzelspringen lediglich auf den zwölften Rang abrutschte. In diesem Jahr trat er auch erstmals bei den Pacific Rim Championships, die in diesem Jahr zum letzten Mal unter dem Namen Pacific Alliance Championships ausgetragen wurden, an. Beim Einzelspringen in Honolulu erreichte er dabei eine Bronzemedaille, gefolgt von einer weiteren Bronzemedaille beim World Cup im russischen Krasnodar im selben Jahr. In Québec in der gleichnamigen kanadischen Provinz gewann Burnett in diesem Jahr bei den Canadian Gymnastics Championships je eine Goldmedaille im Einzel- und Synchronspringen. Ebenfalls Gold gelang ihm im Einzel bei den Pan American Championships in der mexikanischen Großstadt Monterrey. Im selben Jahr nahm Jason Burnett auch am ältesten Trampolinwettkampf der Welt, dem seit 1958 stattfindenden Nissen Cup, benannt nach George Nissen, in Savognin teil und schaffte dabei einen fünften Platz im Einzel und einen siebenten Platz im Synchron. Beim Trampoline and Tumbling World Cup im deutschen Salzgitter schrammte Burnett im Einzelspringen erneut knapp an einem Podestplatz vorbei und wurde Vierter; im Synchronwettbewerb erreichte er nur den zwölften Rang. Beim Canadian Classic des Jahres 2006 in Red Deer, Albertas drittgrößter Stadt hinter Calgary und Edmonton, zeigte der junge Kanadier wieder von seiner Qualität. So reichte es im Tumbling, sowie auch im Synchronspringen für den ersten Platz und die damit verbundenen Goldmedaillen.
2007 nahm Jason Burnett gleich an einer Reihe von Bewerben der World-Cup-Serie teil; darunter in den USA, in Kanada, China, Russland und Polen. Bei der Austragung des World Cup in Lake Placid erreichte er einen sechsten Platz im Synchron und eine Silbermedaille im Einzel. Am 2. April 2007 stellte er in Lake Placid einen neuen Rekord auf, als er bei einer Schwierigkeit von 17.500 gewann. Damit übertraf er einen über 20-jährigen Rekord, der zuvor im Jahre 1986 vom Sowjet Igor Gelimbatovsky  mit einer Schwierigkeit von 17.000 aufgestellt wurde. Beim nachfolgenden World Cup in der Heimat konnte er nicht überzeugen; einem siebenten Platz im Synchron stand lediglich ein 40. Platz im Einzelspringen gegenüber. Im anschließenden World Cup in der chinesischen kreisfreien Stadt Kunshan kam er auf eine ähnliche Bilanz; einer noch passablen Bronzemedaille im Synchronbewerb stand ein 43. Platz im Einzel gegenüber. Die Leistung steigerte sich allerdings wieder bei den danach ausgetragenen Canadian Gymnastics Championships in Regina, SK, als Burnett eine Goldmedaille im Einzel- und eine Silbermedaille im Synchronspringen gewann. Von diesen Erfolgen beflügelt folgten bei den Pan American Championships in Rio de Janeiro ein zweiter Rang in der Einzelwertung. Auch beim nächsten Halt der World-Cup-Serie in der russischen Millionenstadt Sankt Petersburg hielt der Erfolg Burnetts an, der eine Bronzemedaille im Einzel und eine Goldmedaille im Synchron gewinnen konnte. Nach einem ersten Platz im Einzelspringen und einem zweiten Platz beim Synchronspringen beim Trampoline Canada Cup in Hamilton, ON nahm der Erfolgslauf wieder etwas ab. Beim World Cup im polnischen Zielona Góra reichte es nur mehr für eine 34. Platzierung im Einzelwettbewerb und einen 13. Rang im Synchronwettbewerb. Auch bei den Heimweltmeisterschaften 2007 in Québec konnte sich der junge Kanadier nicht gegen die starke Konkurrenz durchsetzen. Lediglich ein elfter Platz im Einzelspringen und ein 24. Platz im Synchronspringen schauten dabei heraus. Auch 2007 nahm Burnett am Test Event vor den Olympischen Sommerspielen 2008 teil, bei dem er eine fünfte Platzierung im Einzel erreichte.

### Erfolgreiches Jahr 2008

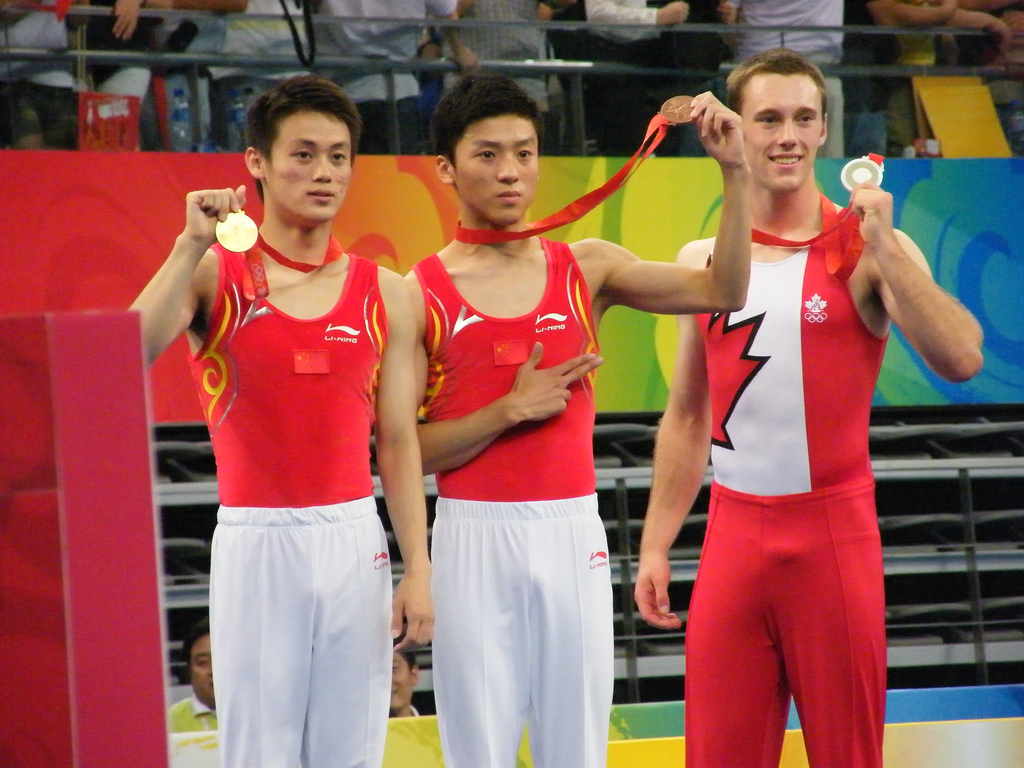
Jason Burnett (rechts) mit seiner Silbermedaille bei den Olympischen Sommerspielen 2008

Zum erfolgreichsten Jahr seiner bisherigen Karriere sollte für Jason Burnett das Jahr 2008 werden, in das er mit einem 10. Platz im Einzelspringen und einem 13. Platz im Synchronspringen beim World Cup im polnischen Breslau zwar verhältnismäßig schwach gestartet war, sich danach aber erheblich verbesserte. Beim nachfolgenden Event Elite Canada in Kamloops konnte er die Goldmedaille im Einzel entgegennehmen; ebendiese Platzierung gelang ihm auch bei den All Canada TR Olympic Trials, die in Terrebonne, QC abgehalten wurden. Beim nächsten Halt der World-Cup-Serie in Publier/Amphion-les-Bains direkt am Genfersee schaffte Burnett einen achten Rang im Einzelspringen; im Synchronspringen trat er in diesem Jahr, aufgrund seiner Vorbereitungen auf die Olympischen Sommerspiele des gleichen Jahres, bei fast keinem nennenswerten Event an. Bei den Canadian Gymnastics Championships konnte Burnett schließlich wieder eine Goldmedaille im Einzelspringen verzeichnen. Beim anschließenden olympischen Turnier im Trampolinturnen bei den Olympischen Spielen 2008 in Peking konnte Burnett am 19. August im Einzelspringen mit 40,7 Punkten hinter dem Chinesen Lu Chunlong (mit 41,00 Punkten) und vor dessen Landsmann Dong Dong (mit 40,60 Punkten) die Silbermedaille gewinnen. Beflügelt von den Erfolgen bei Olympia erzielte er beim World Cup in der portugiesischen Küstenstadt Loulé eine Spitzenplatzierung und konnte dabei Gold im Einzel gewinnen. Auch bei den Pan American Championships, die in diesem Jahr in Buenos Aires ausgetragen wurden, konnte der junge Kanadier sein Talent unter Beweis stellen, indem er unter anderem zwei Goldmedaillen (im Einzel und im Team) gewann und es im Synchronbewerb auf den vierten Rang brachte.

### 2009 bis 2010
Das Jahr 2009 sollte für Jason Burnett ebenso erfolgreich beginnen, wie das alte Jahr zu Ende ging. So konnte er unter anderem Goldmedaillen im Einzelspringen bei Elite Canada in Kelowna und bei den Canadian Gymnastics Championships in Hamilton, ON entgegennehmen und verzeichnete zudem einen vierten Rang im Einzel in der World-Cup-Serie in Bulgariens Hauptstadt Sofia. Danach nahm die Qualität des Olympiasilbermedaillengewinners von 2008 zunehmend ab, wobei er beim diesjährigen Trampoline Canada Cup in der Kleinstadt Okotoks noch eine Silbermedaille im Einzel gewann, jedoch im Synchron bereits auf den sechsten Platz fiel. Danach nahm der Kanadier an verschiedenen Bewerben der World-Cup-Serie vorwiegend in Europa teil, wobei er allerdings nicht wirklich überzeugen konnte. Einem sechsten Platz im Einzel und einem 13. Platz im Synchron im belgischen Ostende folgten ein 15. Platz im Einzel- und ein sechster Platz im Synchrondurchgang im polnischen Zielona Góra. Beim World Cup in Salzgitter trat Burnett lediglich im Einzelspringen an, kam dabei allerdings auch nicht über einen achten Rang hinaus. Bei den Weltmeisterschaften des Jahres 2009 im russischen St. Petersburg trat Burnett gleich in vier verschiedenen Wettbewerben an. Dabei erreichte er einen 17. Platz im Einzel-, einen fünften Platz im Synchron- sowie einen neunten Platz im Team- und einen elften Platz im Synchronteamspringen.
2010 verlief für Jason Burnett wieder um ein Vielfaches besser als das vorangegangene Jahr 2009. Dabei startete er bereits mit einer Goldmedaille im Einzelspringen in Elite Canada in Airdrie, AB in die neue Saison. Beim Cup of Flanders, einem Trampolinturnier in Flandern, erreichte er ebenfalls zwei Top-5-Platzierungen, wobei Silber im Synchronbewerb und einen fünften Platz im Einzelbewerb gewann. Bei den Pacific Rim Championships 2010 in Melbourne konnte der Kanadier wieder große Erfolg feiern; so erreichte er zwei erste Plätze im Einzel- und Synchronspringen und wurde im Team-Event Vierter. Auch bei den Canadian Gymnastics Championships konnte er gute Erfolge verzeichnen, wurde Erster im Einzel- und Vierter im Synchronspringen. Beim World Cupin Davos, dem eigentlichen Nissen Cup, konnte Burnett je eine Silbermedaille im Einzel und Synchron gewinnen. Bei diesem Event konnte er auch seinen vor drei Jahren aufgestellten Rekord mit einer Schwierigkeit von 17.500 überbieten, wobei er eine Schwierigkeit von 18.800 schaffte.

### 2011 bis 2012
Eine Goldmedaille erreichte Jason Burnett im Jahre 2011 im Einzelspringen beim Jannie Jansen International in Pretoria. Im selben Jahre konnte er beim Event Elite Canada in Trois-Rivières lediglich einen 18. Platz und damit die persönlich schlechteste Platzierung, die er in diesem Wettbewerb, nach drei Siegen, je erreichte, verzeichnen. Bei den Canadian Gymnastics Championships in Charlottetown in der Provinz Prince Edward Island erreichte auch nur einen 14. Rang im Einzel, konnte jedoch den Synchronbewerb für sich entscheiden. Auf der World-Cup-Serie folgten einige mäßige Platzierungen, so unter anderem ein elfter Platz im Einzel und ein zehnter Platz im Synchron beim World Cup im chinesischen Wuxi. Auch im japanischen Kawasaki reichte es für keine Spitzenplatzierungen, lediglich ein achter Platz in der Synchronwertung und ein vierter Platz in der Einzelwertung schauten dabei heraus. In bereits besser Form zeigte sich Burnett wieder zurück in der Heimat beim Trampoline Canada Cup, bei dem er neben einer Gold- (Einzel) auch eine Silbermedaille entgegennehmen durfte (Synchron). Mäßigen Erfolg hatte er auch bei den Weltmeisterschaften 2011 in Birmingham, wo er nur im Einzelspringen antrat und dabei den zwölften Rang belegte.
Des Weiteren nahm er auch noch am Olympic Qualification Test Event im Vorfeld der Olympischen Sommerspiele 2012 in London teil, wo er den vierten Platz im Einzel verzeichnete. Wie bereits im Vorjahr konnte er bei den Pacific Rim Championships, diesmal in Everett, WA, abermals die Goldmedaille im Einzelspringen gewinnen. Bei Elite Canada des Jahres 2012 konnte Burnett nicht wirklich überzeugen und kam dabei lediglich auf den zehnten Rang. Wieder bessere Ergebnisse fuhr er allerdings bei den Olympic Trials in Gatineau ein, wo er auf den ersten Platz im Einzel kam und diese Leistung auch bei den Canadian Gymnastics Championships in Regina wiederholte, wo er ebenfalls Gold im Einzel gewann. Seine Leistungen auf der World-Cup-Serie ließen in diesem Jahr allerdings ziemlich nach, vor allem aufgrund der Vorbereitung auf die Olympischen Spiele des gleichen Jahres. So konnte er beim World Cup im spanischen Albacete nur einen schwachen 49. Platz verzeichnen und hatte auch beim World Cup in Arosa mit dem zwölften Rang nur eine mäßig bessere Platzierung. In der Qualifikation zum Turnier im Trampolinturnen bei den Olympischen Sommerspielen 2012 reichte es für den Kanadier noch für einen sechsten Platz; diesen konnte er im anschließenden Hauptbewerb am 3. August im The O₂ nicht mehr erreichen, wo er als Achtplatzierter von acht Finalkandidaten ausschied. Dabei musste er seine Finalübung nach dem zweiten Sprung abbrechen, da er dem Rand des Trampolins zu nahegekommen war.

### 2013 bis heute
Im Jahre 2013 nahm Jason Burnett nur an vergleichsweise wenigen internationalen Wettbewerben teil, jedoch waren alle seiner diesjährigen Teilnahmen von Erfolg gekrönt und brachten Podiumsplätze ein. Bei Elite Canada gewann er Gold im Einzelspringen, ebenfalls gelang ihm dies bei den Canadian Gymnastics Championships in Ottawa. Für zwei Silbermedaillen im Einzel reichte es beim Trampoline Canada Cup, sowie beim einzigen diesjährigen Auftreten Burnetts außerhalb Kanadas beim World Cup im portugiesischen Loulé.
Einige Erfolge konnte Burnett auch im Jahre 2014 verzeichnen, wo er beim Elite Canada die Goldmedaille im Einzel gewann. Diese Leistung wiederholte er auch bei den Canadian Gymnastics Championships in Ottawa, wo er nicht nur im Einzel, sondern auch im Men’s ON TR Team die Goldmedaille errang. In Richmond BC nahm Burnett an den Pacific Rim Championships teil, an denen er zu drei Top-10-Platzierungen kam. Beim Turnier kam er auf einen achten Platz im Einzel-, einen vierten Platz im Synchron- sowie einen zweiten Rang im Teamspringen. Weitere Platzierungen in diesem Jahr waren unter anderem ein fünfter Platz im Einzel beim World Cup in Arosa, sowie ein 13. Rang im Einzel beim Trampoline Canada Cup in Newmarket, ON.

## Sonstiges
Heute (Stand: 2014) besucht Jason Burnett, der unter anderem die King City Secondary School in King City, ON besucht hat, die University of Toronto. Seit Jahren gehört er dem Skyriders Trampoline Place in Richmond Hill, etwas nördlich von Toronto, an und kam dort bei einem Training auf seine bisherige Bestleistung mit einer Schwierigkeit von 20.600.
Wie viele seiner Kollegen, dabei unter anderem auch die beiden Kanadierinnen Karen Cockburn und Rosie MacLennan, ist Jason Burnett Markenbotschafter von Springfree Trampoline, einer Erfindung des Neuseeländers Keith Vivian Alexander.